# Entreetoets
De Entreetoets is een van de toetsen van Cito die op Nederlandse basisscholen in de groepen 5, 6 en 7 kon worden afgenomen. De Entreetoets voor groep 7 werd het meest gebruikt. 13 oktober 2023 konden ze voor de laatste keer worden afgenomen. De Entreetoetsen waren een onderdeel van het leerlingvolgsysteem. 
De Entreetoetsen vormen samen met de LVS-toetsen en de Eindtoets Basisonderwijs een compact, compleet en overzichtelijk volgsysteem: het Cito Volgsysteem primair onderwijs (LOVS). Met dit volgsysteem is een objectief beeld te vormen van de vorderingen van leerlingen. 

## Opzet
De Entreetoets is voor alle groepen hetzelfde opgebouwd, namelijk in 16 taken die per taak 20 tot 30 opgaven bevatten op het gebied van Taal, Rekenen-Wiskunde en Studievaardigheden. Voor dyslectische kinderen en visueel gehandicapte kinderen bestaan er speciale versies van de toets.

## Werking
Een school kan de toets bij Cito bestellen. Na het afnemen van de toets kunnen de antwoorden worden teruggestuurd en verzorgt Cito een rapportage.
Bij de Entreetoets hoort ook het digitale rapportageprogramma Entreetoets (RET). Met dit programma maakt de leerkracht zelf leerlingprofielen en rapportages op groeps- en schoolniveau op basis van alle mogelijke selecties van leerlingen. Dat kan voor het meest recente afnamejaar en ook voor de twee voorgaande jaren (als de school in die jaren aan de Entreetoets deelnam). De digitale rapportage in RET bestaat uit leerlingprofielen, schoolrapporten, groepsoverzichten en een groepsoverzicht functioneringsniveaus (alleen voor groep 7).

## Uitslag
Het percentiel geeft aan welk percentage van de leerlingen landelijk gezien een hoger of lager 'aantal goed' heeft behaald. Percentielen lopen van 0 tot 100. Het gemiddelde percentiel is 50. Een percentiel van 57 betekent dat 57% van alle leerlingen een gelijk of lager 'aantal goed' op de Entreetoets heeft behaald. 43% van de leerlingen heeft de Entreetoets beter gemaakt.